# Kintoreíta
La kintoreíta es un mineral, fosfato de plomo y hierro con hidroxilos. Fue descrita por primera vez a partir de ejemplares encontrados en la mina a cielo abierto de Kintore, en Broken Hill, Nueva Gales del Sur (Australia), que consecuentemente es su localidad tipo.  El nombre hace referencia a la localidad.

## Propiedades físicas y químicas
La kintoreíta forma parte de la familia de la familia de la alunita - jarosita, formando una serie con la segnitita, que es análogo con arsénico. Los ejemplares de un mismo yacimiento pueden representar miembros de la serie próximos a un extremo o a otro. También puede considerarse a la kintoreíta como el análogo con hierro de la plumbogummita. Su composición es compleja, ya que a los elementos de la fórmula se une en ion arseniato (la serie con la segnitita es casi completa, aunque no es una solución sólida ideal) y además el sulfato, carbonato, Zn y Cu. Los aniones XO4 se encuentran de forma desordenada, como en la beudantita, y no en forma ordenada, como en la corkita.

## Yacimientos
La kintoreíta se encuentra como mineral secundario en la alteración de yacimientos de plomo con fosfatos, asociada a piromorfita o fosfohedifana. Se conoce en varias decenas de localidades, la mayoría europeas. Los mejores ejemplares son probablemente los de la mina Clara, en Oberwolfach, Baden-Würtemberg (Alemania). En España, se ha encontrado en la mina de El Horcajo, en Almodóvar del Campo (Ciudad Real), en la mina La Paloma, en Zarza la Mayor (Cáceres) y en la mina Ruxidora, en Meredo, Vegadeo (Asturias).